# Guardia repubblicana speciale irachena
La Guardia repubblicana speciale irachena (SRG) in (arabo: الحرس الجمهوري الخاص, Ḥaris al-‘Irāq al-Jamhūriyy al-Khas), conosciuta anche come Brigata di forze speciali del palazzo presidenziale, Forze di protezione speciali della Guardia repubblicana o Divisione dorata, era una forza di sicurezza personale irachena fondata nel 1992 o nel marzo del 1995 nell'Iraq ba'athista. La Guardia repubblicana speciale era controllata dalla Organizzazione di Sicurezza Speciale Irachena ed aveva il compito di proteggere il presidente dell'Iraq Saddam Hussein, i siti presidenziali, la capitale dell'Iraq Baghdad e di rispondere a qualsiasi tentativo di ribellione, colpo di stato e minaccia al potere del regime ba'athista iracheno.

## Storia
Nel tentativo di prevenire un eventuale un colpo di stato, Saddam Hussein formò la Guardia repubblicana speciale (SRG) prelevando unità da altre forze, la stessa Guardia repubblicana irachena o altre forze di sicurezza non erano abilitate a controllare la Guardia repubblicana speciale.
La guardia repubblicana speciale riceveva un miglior pagamento e altri benefici, anche della stessa guardia repubblicana normale e dell'Esercito iracheno. Al 2002, la Guardia repubblicana speciale contava 12.000 uomini, reclutati principalmente da clan fedeli al regime ba'athista e a Saddam Hussein. La guardia repubblicana speciale era composta da 5 brigate, composte da 14 battaglioni di 1300-1500 uomini ciascuno, ed era riportato che la forza avesse a disposizione anche armi contraeree, mezzi corazzati e dell'artiglieria. Nel 2003, in seguito al rovesciamento del regime ba'athista la guardia repubblicana speciale fu disciolta per effetto dell'ordine numero due all'alba dell'invasione dell'Iraq da parte della coalizione a guida statunitense.
Degli ex membri di questa forza sono stati sospettati di aver condotto attacchi insurrezionali contro le forze della coalizione in seguito all'occupazione dell'Iraq, ma vi è anche la possibilità che molti militi di tale forza siano andati a costituire i quadri dei Sahwa e del risveglio dell'Anbar. Molti uomini di questa forza sono entrati anche a far parte delle forze di sicurezza del nuovo governo iracheno.

## Struttura
La guardia repubblicana speciale aveva dai 13 ai 14 battaglioni composti da 15.000  a 26.000 uomini. Questa composizione scese a 12.000 uomini nel 2002.
- 1ª Brigata
- 2ª  Brigata
- 3ª Brigata
- 4ª Brigata
- Comando di difesa aerea
- Comando dei corpi corazzati